# Zumrud Gulu-zade
Zumrud Gulu-zade   (Bakú, 17 de març de 1932 - Bakú, 26 de setembre de 2021) (àzeri: Quluzadə Zümrüd Əliqulu qızı) fou una científica, filòsofa i acadèmica de l'Acadèmia Nacional de Ciències de l'Azerbaidjan, i professora àzeri.

## Biografia
Zumrud nasqué en una família d'intel·lectuals, al 1932. Després d'acabar l'escola secundària al 1949, entra en el Departament de Filosofia de la Facultat d'Història de la Universitat Estatal de Bakú i s'hi gradua amb matrícula d'honor. De 1954 a 1957 fa un postgrau de l'Institut Pedagògic de l'Azerbaidjan. I, al 1957, era a l'Institut de Filosofia i Dret de l'Acadèmia Nacional de Ciències de l'Azerbaidjan. Treballà com a cap del Departament de Filosofia i Història Social de l'Institut.

## Activitat científica
Defensà la seua tesi amb la dissertació d'"El paper de la superstició en la societat anticolonial", dedicat a un dels més grans moviments filosòfics de l'Azerbaidjan - Hermitage i els seus destacats representants a l'Azerbaidjan. El seu llibre Hurufism i els seus representants a l'Azerbaidjan, de 1970, pot considerar-se l'únic treball monogràfic que analitza la història i la filosofia de l'Hermitage.

### Altres publicacions
- Насими - философ и поет Востока (Nasimi - el filòsof i el poeta d'Orient) 1973;
- Мировоззрение Касими Анвара (La cosmovisió de Kasimi Anwar) 1976;
- Теоретические проблемы истории культуры Востока и низамиведение (Problemes teòrics de la història de la cultura d'Orient i la falta de coneixement) 1987;
- Из истории азербайджанской философии VII-XVI вв. (De la història de la filosofia àzeri dels s. VII-XVI.) 1992;
- Проблемы физуливедения (Problemes de referència de Fizuli) 2006.

D'altra banda, per primera vegada en l'aspecte filosòfic del problema d'Orient-Occident a l'espai de l'Azerbaidjan, Zumrud Guluzade estudia el desenvolupament de la filosofia jurídica entre els s. XIII i XVI i continua aquest estudi en la seua Monografia d'Occident - Est (1984).
Zumrud, en altres monografies, també ha col·laborat amb altres acadèmics. Fou membre i editora del Consell Editorial de la Filosofia de l'Azerbaidjan (1966) i editora en cap del primer i segon volum (2007) de la Història Multilingüe de la Filosofia de l'Azerbaidjan, (2002) Enciclopèdia de l'Azerbaidjan (2007), i fou l'autora de l'article Filosofia.
L'activitat científica de Zumrud ocupa un lloc especial en la revista científica teòrica internacional (des del 1996), publicada per la seua iniciativa; en fou editora en cap: Revista Problemes de filosofia oriental. Aquesta revista, publicada a l'Azerbaidjan, en rus, àrab, persa, turc, anglés, alemany i francés, és la primera revista sobre filosofia en la història de la cultura d'aquestes característiques.
Zümrüd Quluzadə fou membre del Consell Consultiu de Dones Professionals Científiques des de 2001.

## Guardons
- 2015: guardonada amb l'Orde de la Glòria per decret del president Ilham Aliyev.[3]

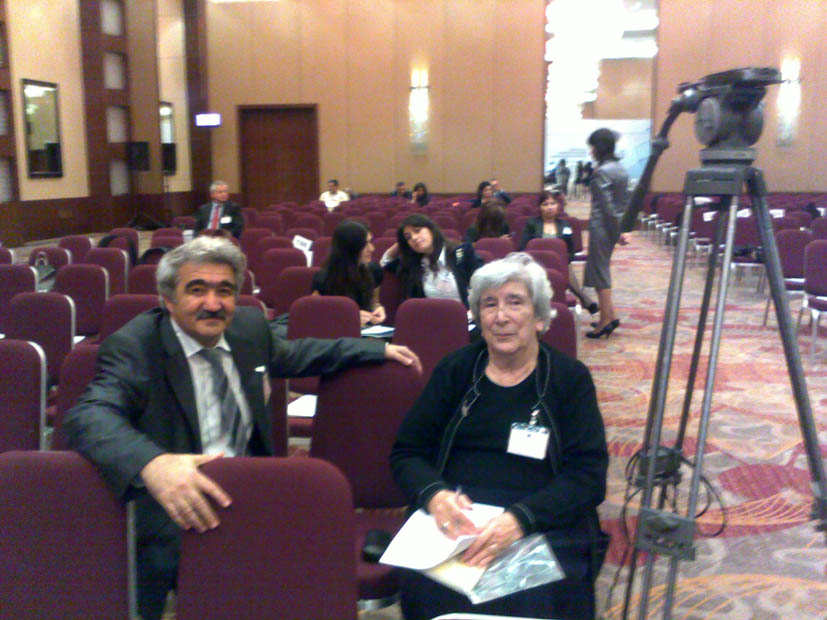
Zumrud Guluzade acompanyant Adil Asadov, Fòrum Humanitari Internacional de Bakú

## Treballs de filosofia
1. Gender məsələsi (Problemes de gènere)
2. Islam mədəni bölgəsi fəlsəfəsi (La filosofia de la zona cultural islàmica)
3. Azərbaycan fəlsəfə tarixi (Història de la filosofia de l'Azerbaidjan)
4. Fəlsəfə tarixi tədqiqat məsələləri (Temes de recerca d'història filosòfica)
5. Antoqonist cəmiyyətdə üstqurumun rolu (El paper de la superstició en la societat anticolonial)
6. Tarix fəlsəfəsi məsələləri (Problemes de filosofia de la història)
7. Şərq - Qərb problemi (Problemes Est - Oest)

### Obra
- Antoqonist cəmiyyətdə üstqurumun rolu (El paper de la superstició en la societat anticolonial)
- Hürufilik və onun Azərbaycandakı nümayəndələri (Hurufisme i els seus representants a l'Azerbaidjan) (1970)[4]
- Насими - философ и поет Востока (Nasimi - el filòsof i el poeta d'Orient) (1973)
- Мировоззрение Касими Анвара (La cosmovisió de Kasimi Anwar) (1976)
- Теоретические проблемы истории культуры Востока и низамиведение (Problemes teòrics de la història de la cultura d'Orient) (1987)
- Из истории азербайджанской философии VII-XVI вв. (De la història de la filosofia àzeri dels segles VII a XVI) (1992)
- Проблемы физуливедения (Problemes de referència de Fizuli) (2006)
- Una altra prova de conflictes ètnics i polítics al sud del Caucas (2009)
- "Mistika və Panteizm" (Misticisme i panteisme) (2009)